# Walter Ghekiere
Walter Ghekiere (20 mei 1937) is een Belgische politicus. Hij was burgemeester van Moorslede.

## Biografie
Ghekiere ging naar de lagere gemeenteschool in Moorslede en volgde lager middelbaar aan het Sint-Vincentiuscollege in Ieper. Zijn hoger middelbaar volgde hij op het College Paters Jozefieten in Melle. In het college van Armentiers volgde hij een jaar Frans. Hij was beroepsmatig van 1963 tot 1999 zaakvoerder van de brouwerij en bier- en wijnhandel Ghekiere.
Hij stamde uit een politieke familie in Moorslede, want ook zijn overgrootvader Constant Ghekiere en zijn grootvader Leon Ghekiere waren burgemeester geweest, net als zijn vader Leon Ghekiere die in 1963 overleed.
Ook Walter Ghekiere ging in de gemeentepolitiek en nam deel aan de gemeenteraadsverkiezingen van 1964 als lijstduwer op de lijst van Omer Vander Stichele, die na het overlijden van vader Leon Ghekiere in 1963 dienstdoend burgemeester werd. Walter Ghekiere werd meteen verkozen en werd zo vanaf 1965 gemeenteraadslid. Aanvankelijk zou hij halverwege de bestuursperiode het burgemeesterschap overnemen van Vander Stichele, maar uiteindelijk maakte Vander Stichele toch de hele legislatuur vol. Ghekiere werd in 1971 wel burgemeester en bleef er gedurende twee ambtsperioden burgemeester, ook na de gemeentelijke fusies van 1977. Na de verkiezingen 1982 moest hij het burgemeesterschap laten aan Lode Van Biervliet, maar in 1989 werd hij opnieuw burgemeester. Hij werd bij de opeenvolgende verkiezingen telkens herverkozen voor de lijst Groep A.
In 2010 stopte hij na 33 jaar burgemeesterschap en werd opgevolgd door schepen Marc Vermont.